# Litteraturåret 1914

## Händelser
okänt datum
- B. Wahlströms bokförlag börjar ge ut barn- och ungdomsböcker.[1]
- En första fullständig tyskspråkig utgivning av Johann Wolfgang von Goethes erotiska diktcykel Römische Elegien (Romerska elegier) äger rum närmare 125 år efter deras tillblivelse.

## Priser och utmärkelser
- Nobelpriset – Ej utdelat[2]

## Nya böcker

### A – G
- Blomsterfesten i täppan av Elsa Beskow[3]
- Dimma av Miguel de Unamuno
- Dublinbor av James Joyce
- Dunungen av Selma Lagerlöf[4]
- En piga bland pigor av Ester Blenda Nordström (reportagebok)[5]
- Fosterlandsförsvar eller internationell solidaritet? av Aleksandra Kollontaj

### H – N
- Kejsarn av Portugallien av Selma Lagerlöf[4]
- Kolarhistorier av Dan Andersson[6].
- Kring en kvinna. Berättelse av Gustaf Hellström
- Kung Karl den unge hjälte av K.G. Ossiannilsson
- Mannen och körsbären av Elin Wägner
- Motiv av Pär Lagerkvist
- Männen som gjorde det av Ernst Didring
- Nordiskt och klassiskt av Vilhelm Ekelund

### O – U
- Tidens kvinnor av Ola Hansson
- Till de socialistiska kvinnorna i alla länder av Aleksandra Kollontaj
- Två släkter (Komedier i Bergslagen, del I) av Hjalmar Bergman

### V – Ö
- Vid Eli vågor av Gustav Hedenvind-Eriksson

## Födda
- 24 januari – Eva Hjelm, svensk barnboksförfattare
- 11 februari – Carl-Erik af Geijerstam, svensk författare och översättare.
- 14 februari
  - Sven Forssell, svensk författare och manusförfattare.
  - Britt G. Hallqvist, svensk författare, översättare och skapare av psalmer.
- 15 februari – Sven Edvin Salje, svensk författare.
- 31 mars
  - Dagmar Lange, svensk deckarförfattare, pseud. Maria Lang.
  - Octavio Paz, mexikansk författare, nobelpristagare 1990.
- 6 maj
  - Ella Hillbäck, svensk författare och litteraturkritiker.
  - Pelle Sollerman, svensk författare.
- 8 maj – Romain Gary, fransk författare, diplomat och filmregissör.
- 21 juni – Ralf Parland, finlandssvensk författare, översättare och musikskribent.
- 25 juli – Erik Johansson, svensk författare.
- 30 juli – Birger Norman, svensk författare och journalist.
- 9 augusti – Tove Jansson, finlandssvensk författare, illustratör och konstnär.
- 14 augusti – Stieg Trenter, svensk journalist och deckarförfattare.
- 26 augusti – Julio Cortázar, argentinsk författare.
- 1 september – Jindřich Heisler, tjeckisk poet.
- 27 oktober – Dylan Thomas, brittiskfödd författare och poet, född och uppvuxen i Wales.
- 2 december – Maj-Britt Eriksson, svensk författare.
- 27 december – Nils Parling, svensk författare.

## Avlidna
- 25 mars – Frédéric Mistral, 83, fransk poet, nobelpristagare 1904.
- 2 april – Paul Heyse, 84, tysk författare, nobelpristagare 1910.
- 7 april – Albert Theodor Gellerstedt, 77, svensk arkitekt, poet och konstnär.
- 18 maj – Jenny Engelke, 76, svensk författare.
- 19 juni – Brandon Thomas, 57, brittisk författare, pjäsförfattare och teaterskådespelare.
- 3 november – Georg Trakl, 27, österrikisk expressionistisk poet.

### Fotnoter
1. ↑  ”B. Wahlströms bokförlag”. Arkiverad från originalet den 2 juli 2014. https://web.archive.org/web/20140702204446/http://www.wahlstroms.se/Om-B-Wahlstroms/Om-oss/. Läst 20 juni 2011.
2. ↑  ”Nobelpriset i litteratur”. https://www.nobelprize.org/prizes/lists/all-nobel-prizes-in-literature/. Läst 20 mars 2011.
3. ↑  ”Elsa Beskows boktitlar”. Arkiverad från originalet den 14 december 2012. https://web.archive.org/web/20121214172009/http://kampanj.bonniercarlsen.se/beskow/titlar1.htm. Läst 12 april 2011.
4. 1 2  ”Selma Lagerlöfs böcker”. Arkiverad från originalet den 27 augusti 2011. https://web.archive.org/web/20110827002154/http://selmalagerlof.org/bocker.html. Läst 12 april 2011.
5. ↑  Anna Larsdotter (22 maj 2009). ”Pigornas slit”. Populär historia. http://www.popularhistoria.se/artiklar/pigornas-slit/. Läst 26 juli 2011.
6. ↑  Sverige 1900-talet – Arbetets ansikten i litteraturen, NE, Bra Böcker, 2000